# Берёзовский сельсовет (Уваровский район)
Берёзовский сельсовет — муниципальное образование со статусом сельского поселения в составе Уваровского района Тамбовской области России.
Административный центр — село Берёзовка.

## История
В соответствии с Законом Тамбовской области от 17 сентября 2004 года № 232-З установлены границы муниципального образования и статус сельсовета как сельского поселения.

## Население
| 2010  | 2012  | 2013  | 2014  | 2015  | 2016  | 2017  |
| ----- | ----- | ----- | ----- | ----- | ----- | ----- |
| 1206  | ↘1179 | ↘1140 | ↘1110 | ↘1084 | ↘1073 | ↘1041 |
| 2018  | 2019  | 2020  | 2021  |       |       |       |
| ↘1026 | ↘1001 | ↘986  | ↗1035 |       |       |       |

## Состав сельского поселения
| № | Населённый пункт        | Тип населённого пункта       | Население |
| - | ----------------------- | ---------------------------- | --------- |
| 1 | Берёзовка               | село, административный центр | ↘506      |
| 2 | Графский 2-й            | посёлок                      | 7         |
| 3 | Ивановка                | деревня                      | ↘480      |
| 4 | Ивановское Товарищество | посёлок                      | 0         |
| 5 | Красный                 | посёлок                      | 32        |
| 6 | Моздок                  | деревня                      | ↘103      |
| 7 | Прогресс                | посёлок                      | 49        |
| 8 | Сабуровский             | посёлок                      | 17        |
| 9 | Украинцев               | посёлок                      | 12        |